# 14526 Xenocrates
14526 Xenocrates este o planetă minoră (asteroid) din centura de asteroizi. A fost descoperită pe 6 mai 1997 la Prescott Observatory⁠(d) de Paul G. Comba⁠(d) și a fost numită după Xenocrates⁠(d). 
Obiectul prezintă o orbită caracterizată de o semiaxă mare de 2,4102709 UAi, o excentricitate de 0,22, o înclinație de 2,87459 ° în raport cu ecliptica.